# Elecciones provinciales de Santa Cruz de 1983
Las elecciones generales de la provincia de Santa Cruz de 1983 tuvieron lugar el 30 de octubre del mencionado año, con el objetivo de restaurar las instituciones democráticas constitucionales de la provincia después de más de siete años de la dictadura militar autodenominada Proceso de Reorganización Nacional, y se realizaron al mismo tiempo que las elecciones presidenciales y legislativas a nivel nacional. Se debía elegir al Gobernador y Vicegobernador para el período 1983-1987 y a los 24 miembros de la Cámara de Diputados Provincial.
El candidato del Partido Justicialista (PJ), Arturo Puricelli, fue elegido gobernador por amplio margen al obtener el 55.71% de los votos, con Francisco Patricio Toto como candidato a vicegobernador. En segundo lugar quedó Jorge Luis Lorenzo, de la Unión Cívica Radical (UCR) con el 39.86% de los votos y en tercer lugar el Movimiento de Integración y Desarrollo (MID), con el 2.75%. En el plano legislativo, el PJ obtuvo mayoría absoluta con 13 de los 24 escaños, la UCR obtuvo 10 y el MID 1. La participación electoral fue del 82.22% del padrón registrado.
Puricelli, Toto y los legisladores electos asumieron sus cargos el 10 de diciembre de 1983. Con 36 años al momento de su elección, Puricelli fue el gobernador más joven de los elegidos en 1983, y el más joven de la historia de su provincia.

## Resultados

### Gobernador y Vicegobernador
|  | 55.71 % |

|  | 39.86 % |

|  | 2.75 % |

|  | 0.83 % |

|  | 0.35 % |

|  | 0.31 % |

|  | 0.19 % |

|  | 96.24 % |

|  | 2.90 % |

|  | 0.86 % |

|  | 100.00 % |

|  | 82.22 % |

### Cámara de Diputados
|  | 53.91 % |

|  | 39.47 % |

|  | 4.00 % |

|  | 1.05 % |

|  | 0.60 % |

|  | 0.35 % |

|  | 0.34 % |

|  | 0.21 % |

|  | 95.66 % |

|  | 3.52 % |

|  | 0.82 % |

|  | 100.00 % |

|  | 82.22 % |